# Gullholmen (Suède)
Pour les articles homonymes, voir Gullholmen.
Gullholmen est une île et une petite ville de la paroisse de Gullholmen (sv) dans la municipalité d'Orust, située à l'extrémité du littoral de Bohuslän, en Suède.
Sans connexion routière, seul un ferry relie l'île au continent.

## Galerie

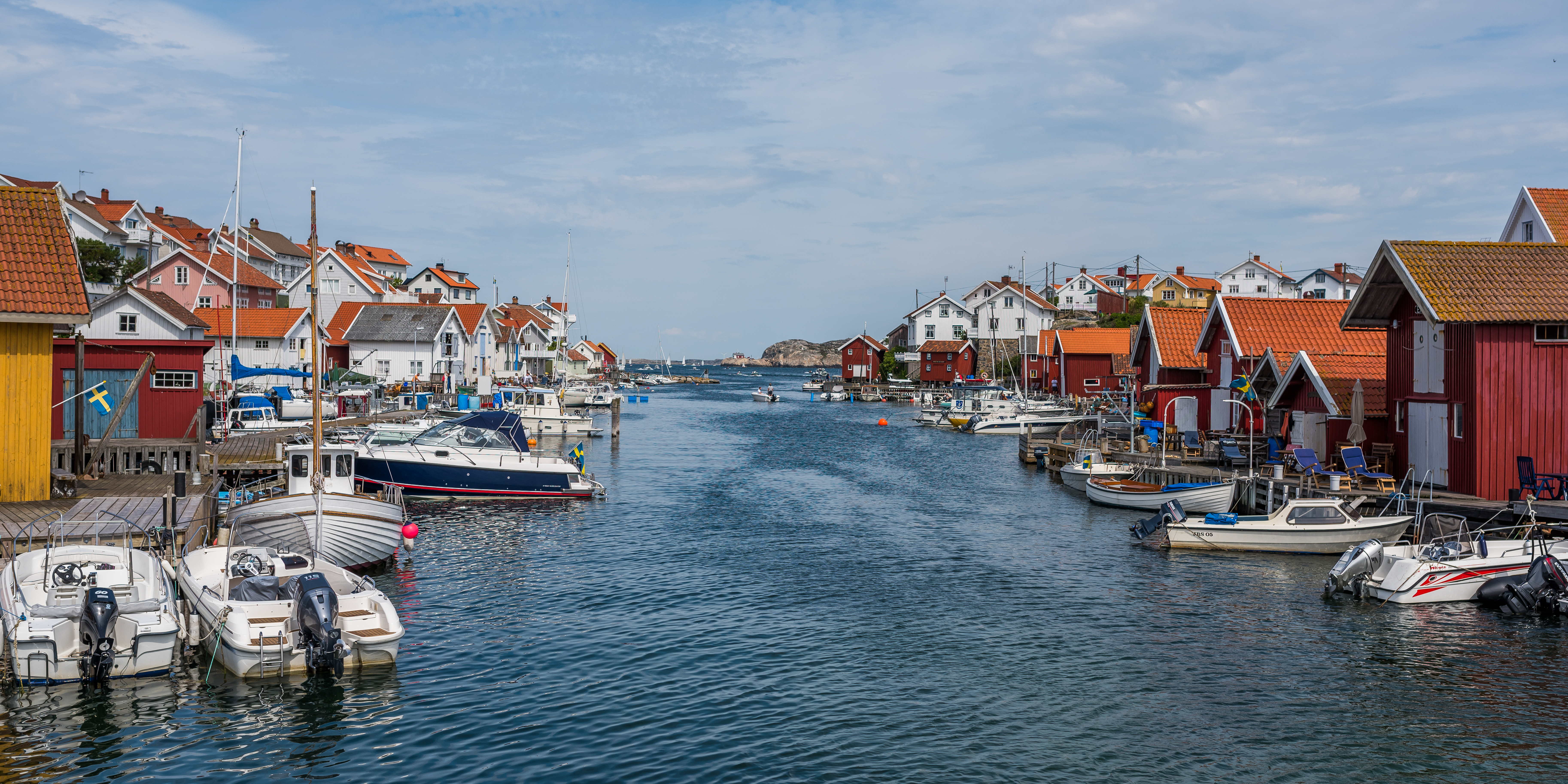
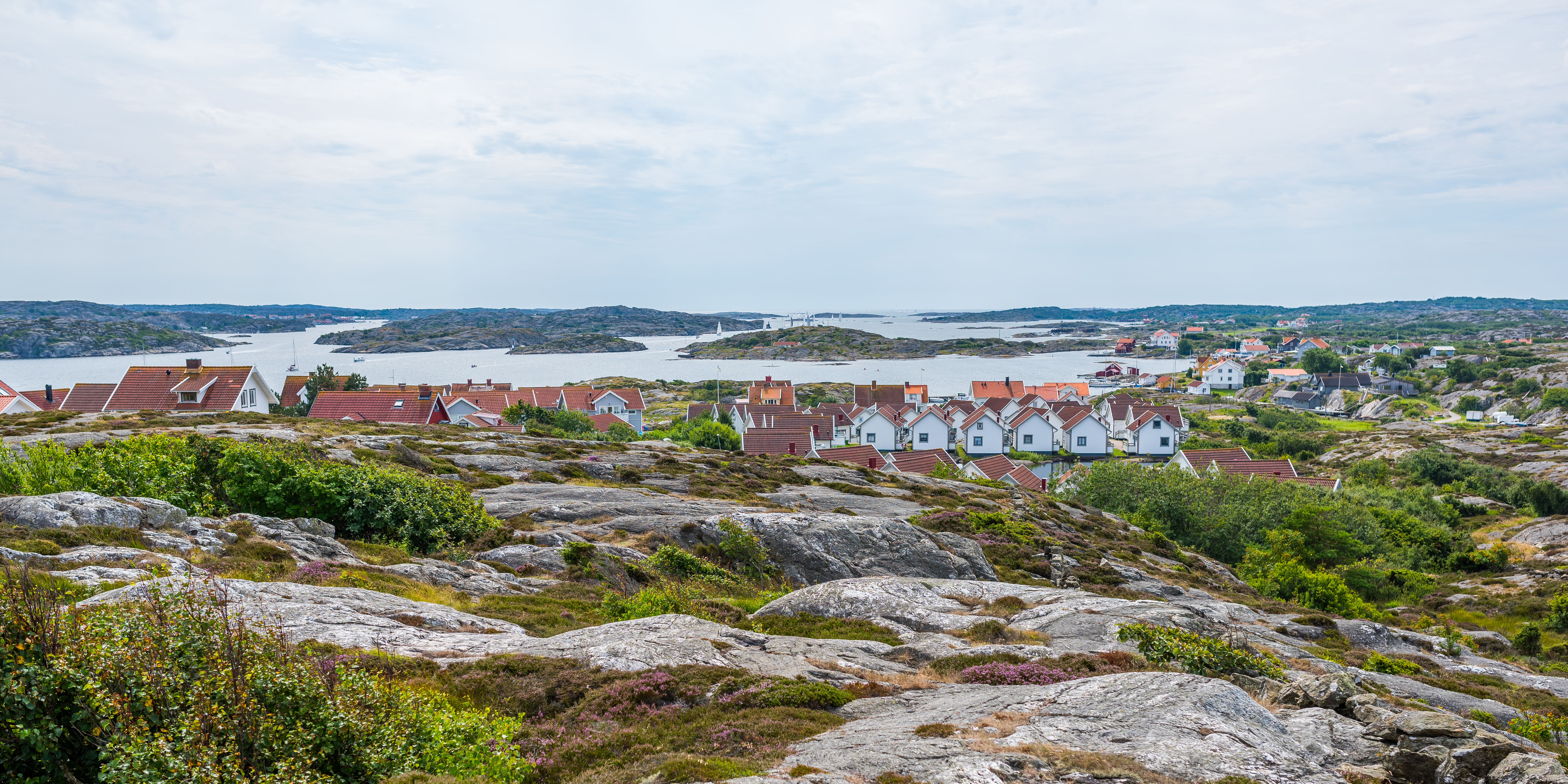
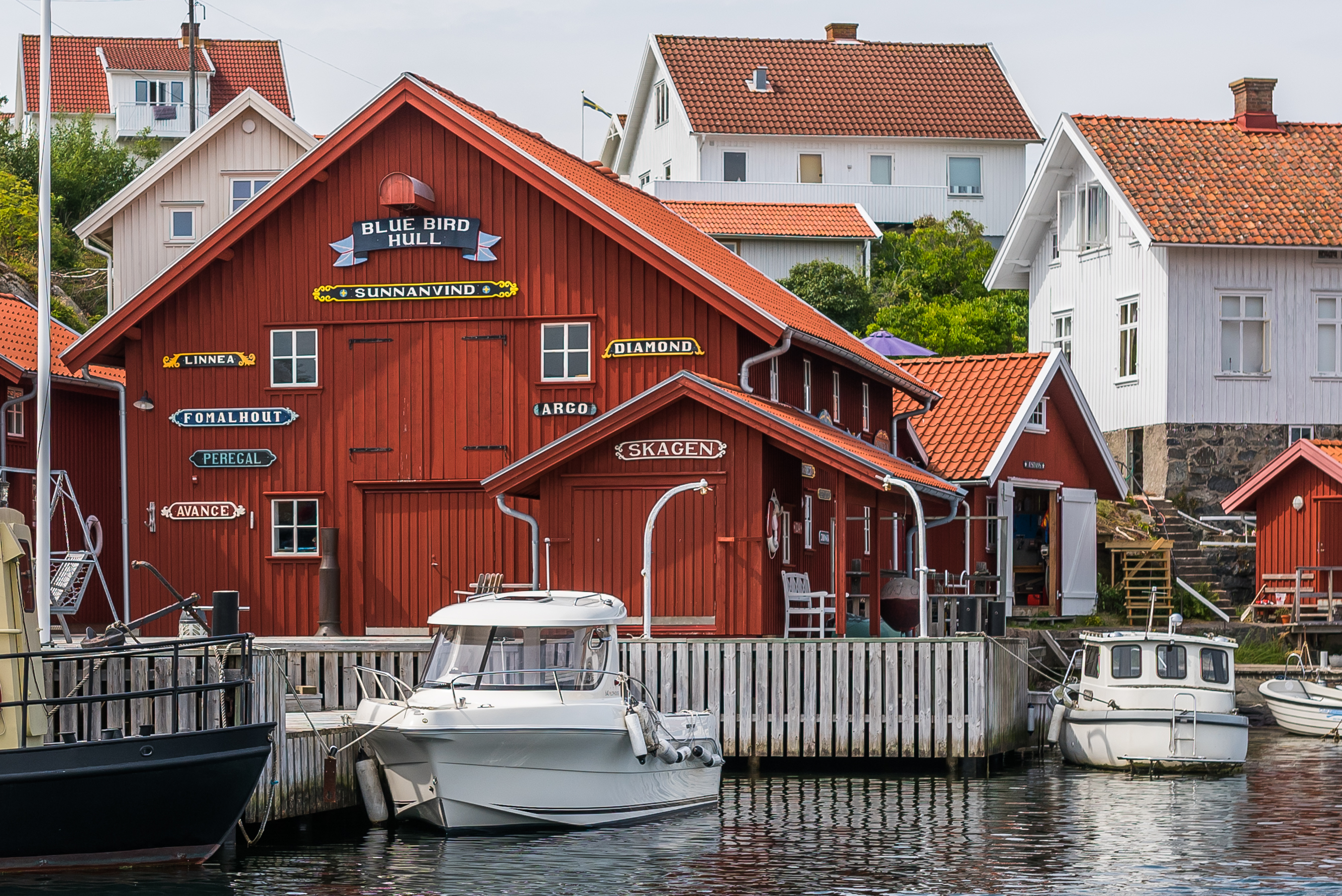
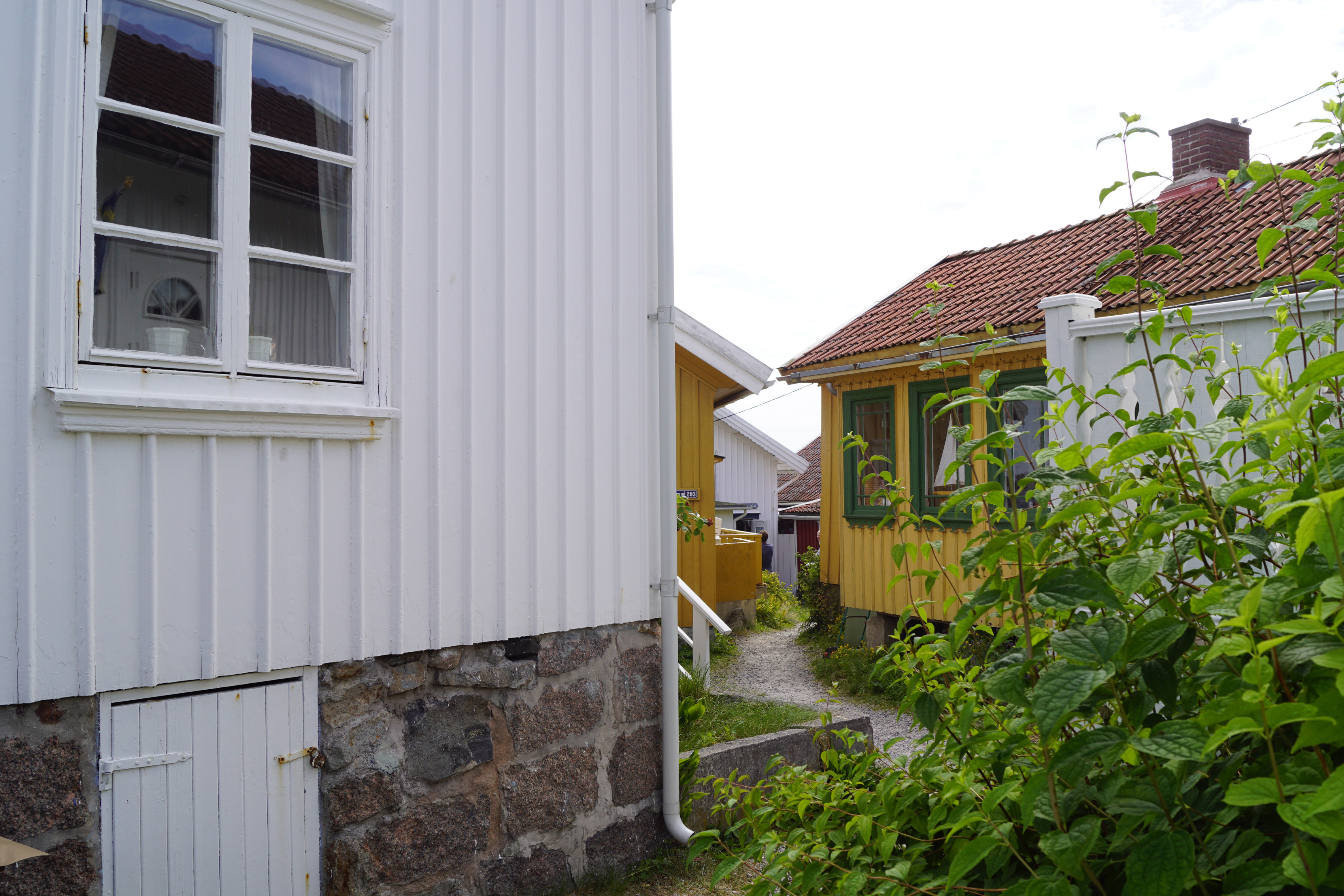
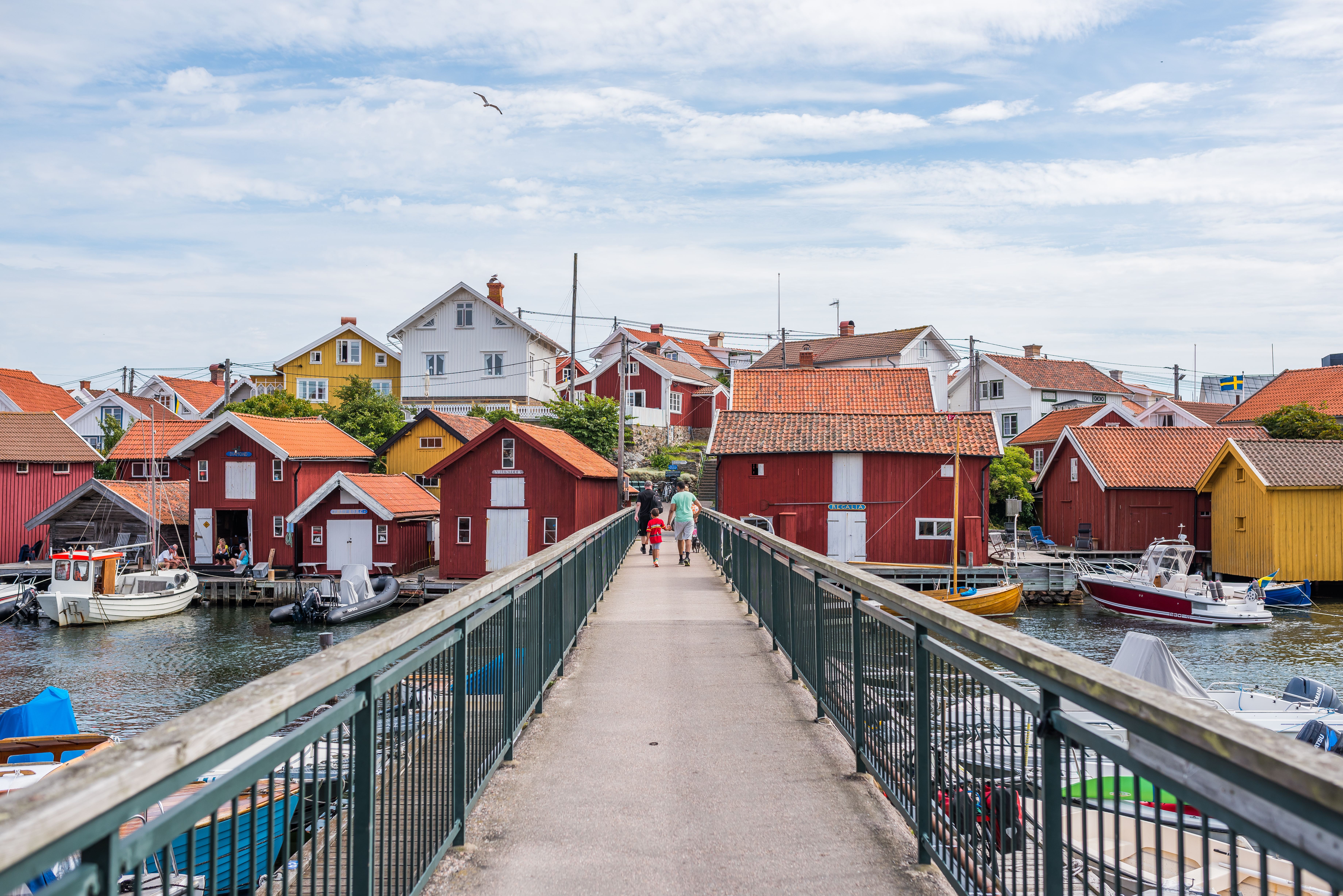
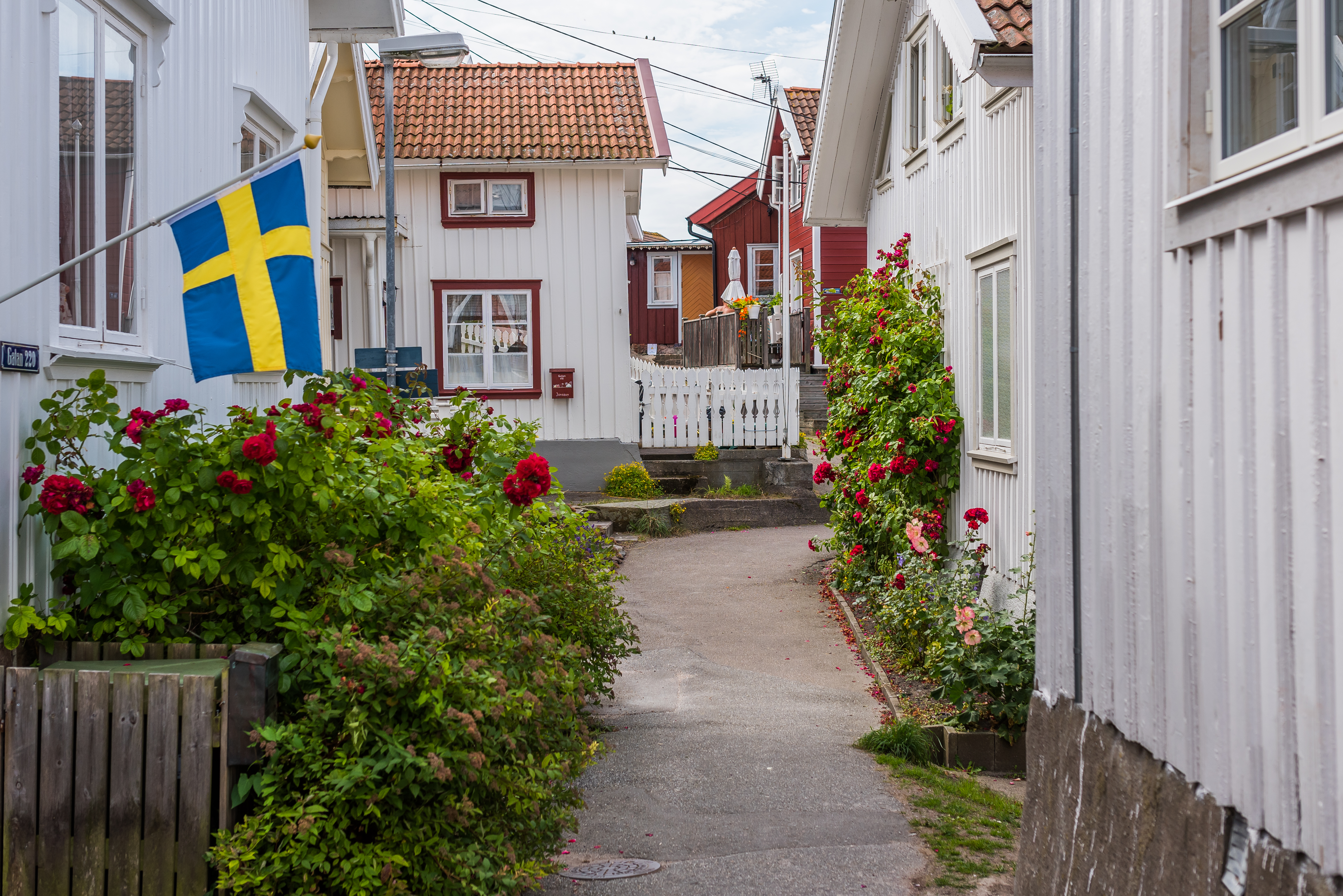
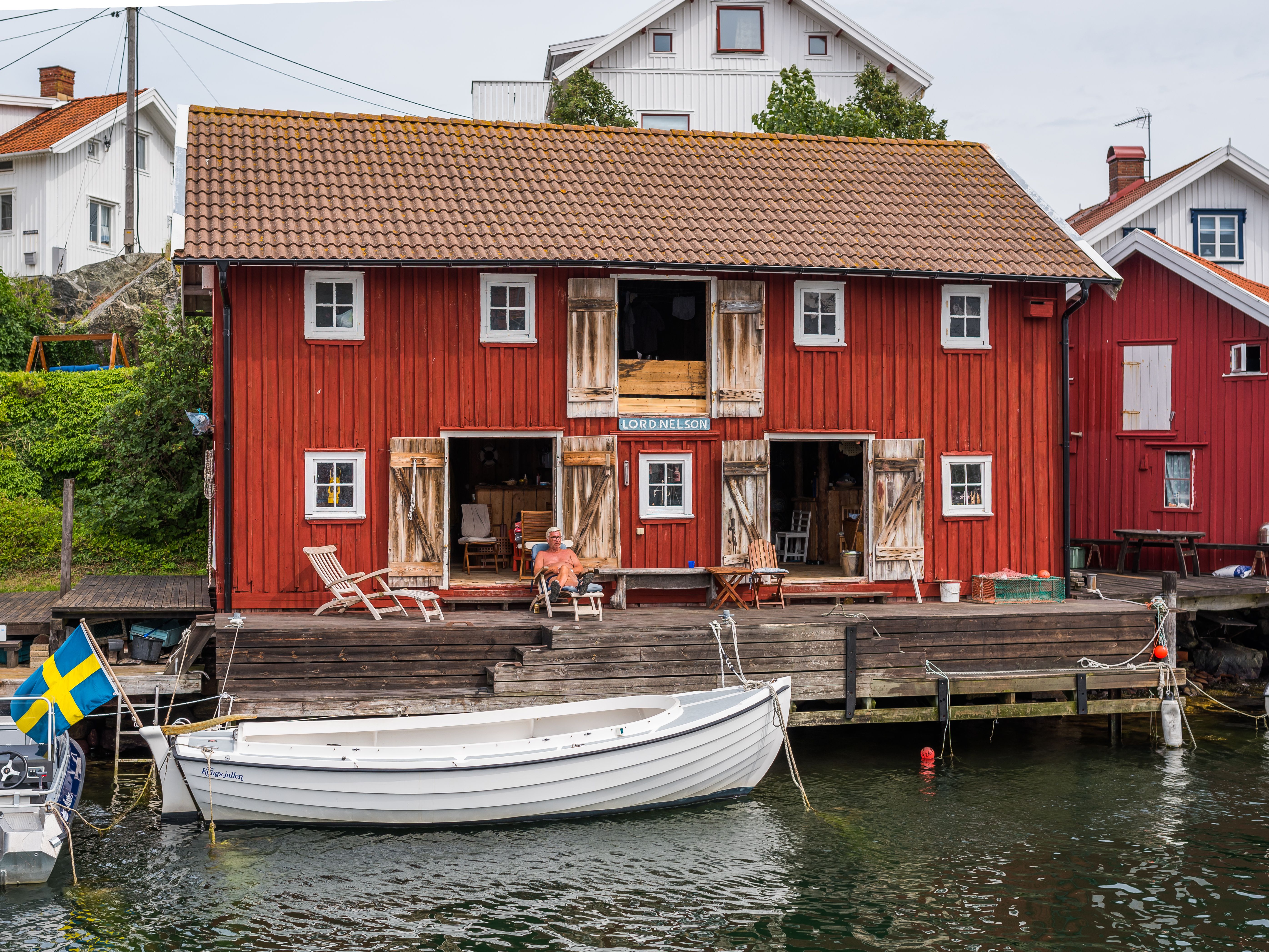
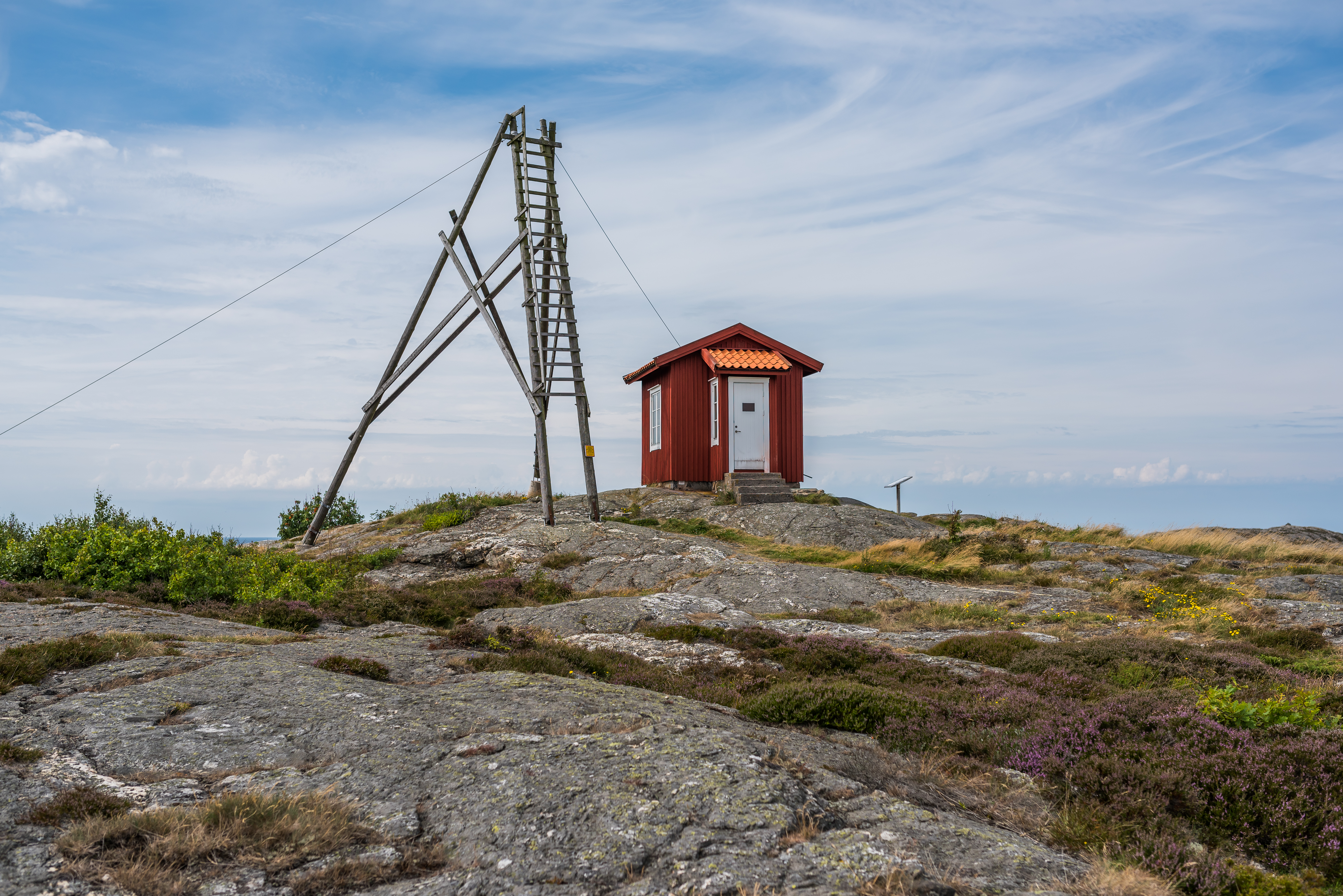
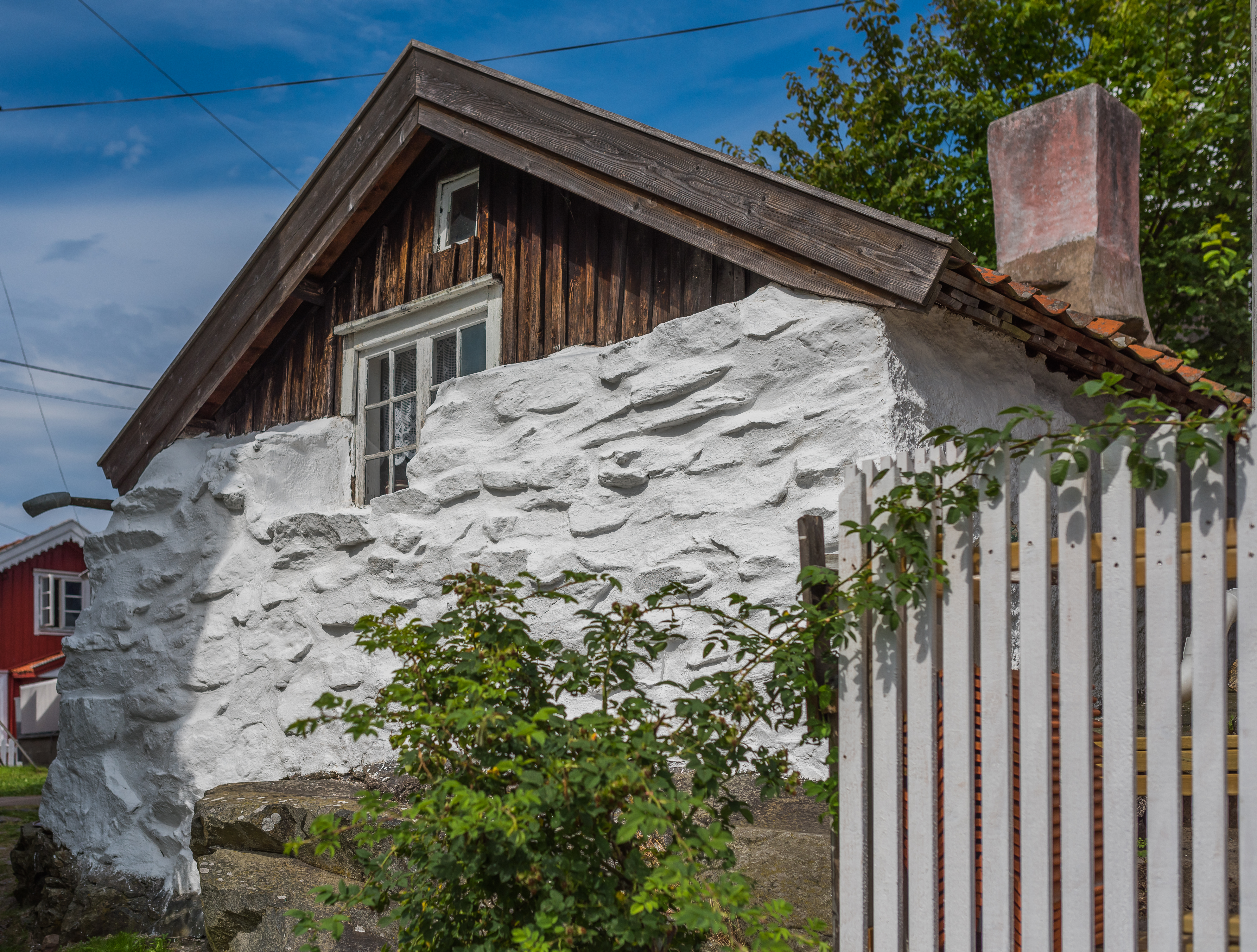
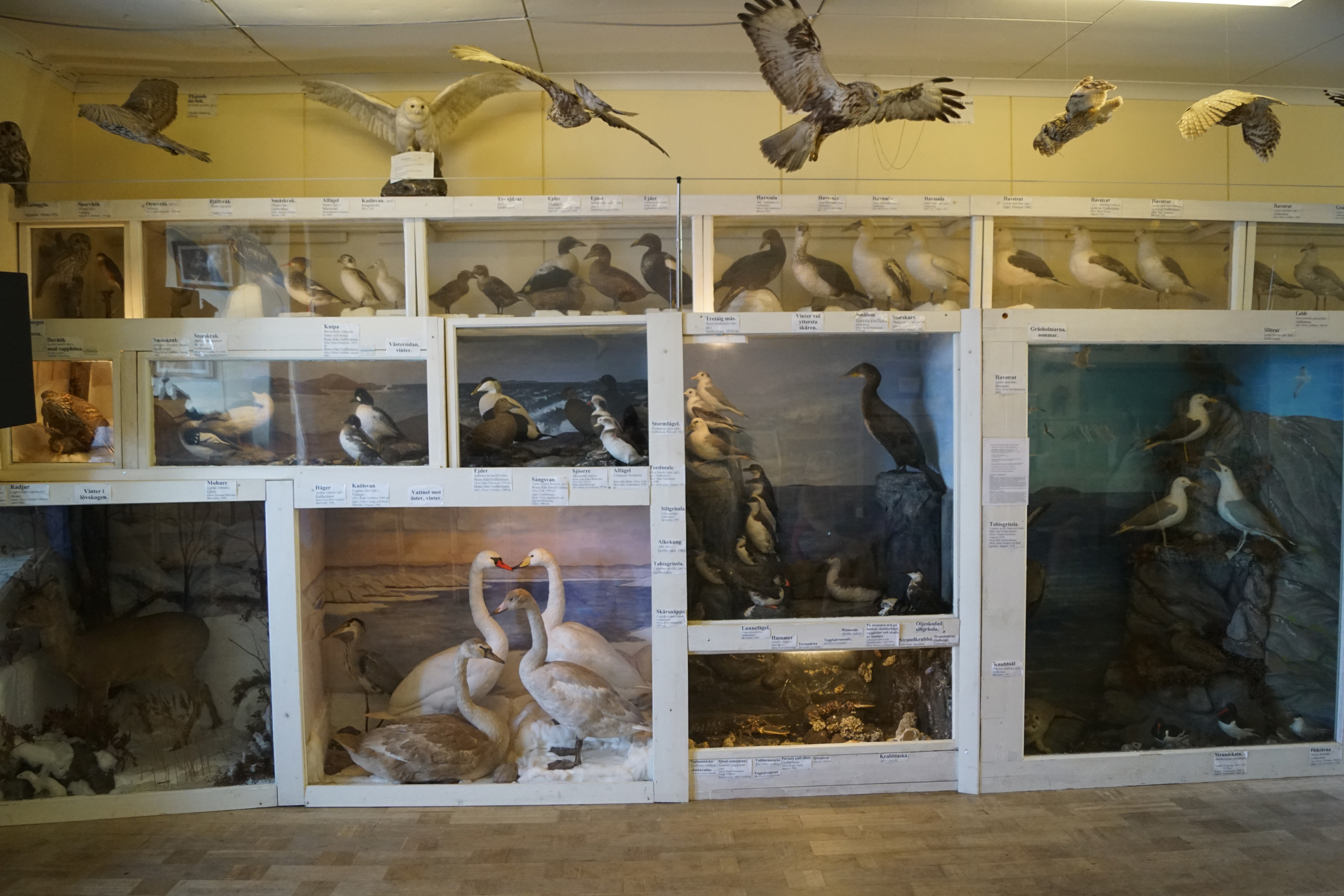
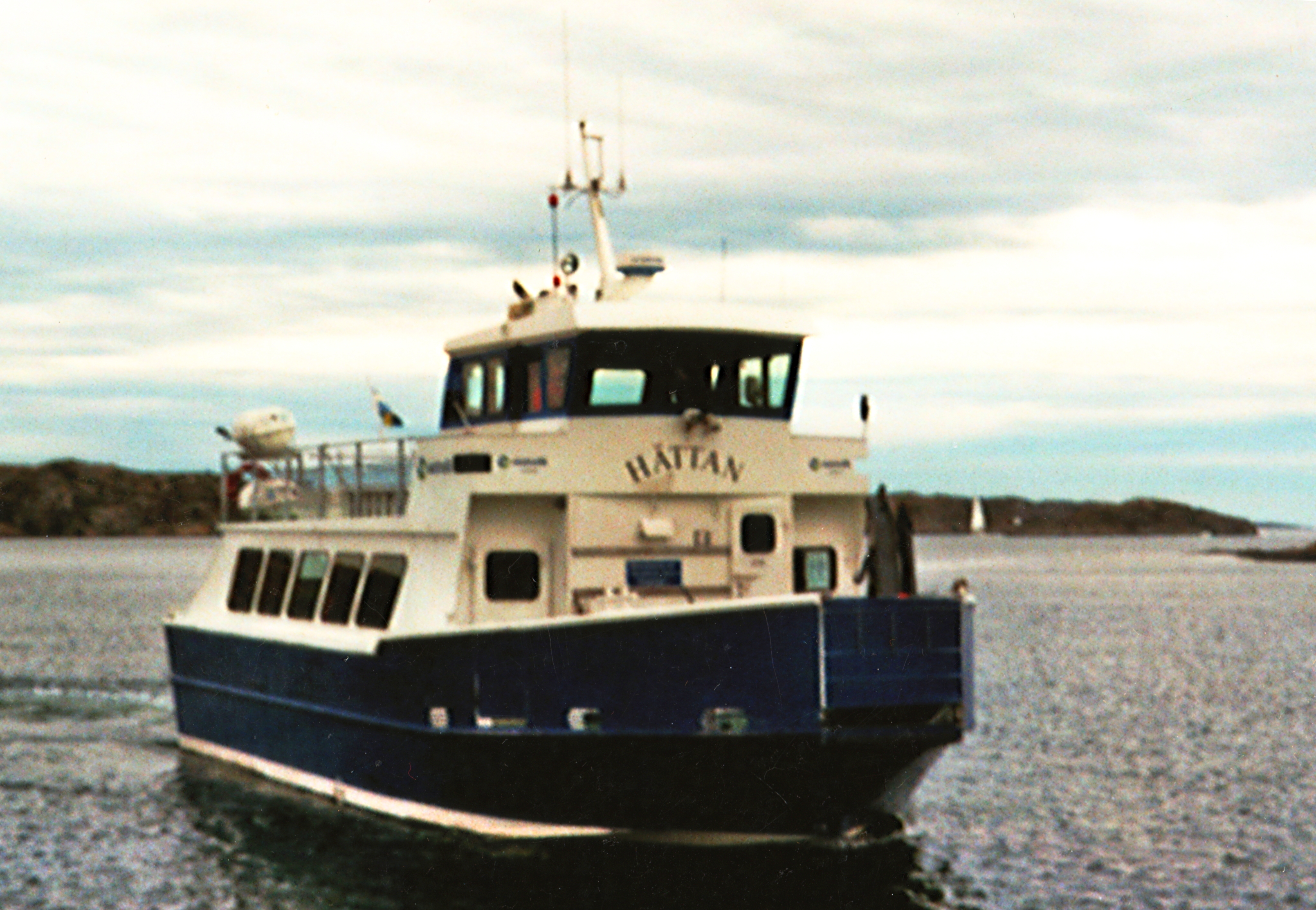